# Shennong (cràter)
Shennong és un cràter sobre la superfície del planeta nan Ceres, situat amb el sistema de coordenades planetocèntriques a 70.8 ° de latitud nord i 33.6 ° de longitud est. Fa un diàmetre de 32.5 km. El nom va ser fet oficial per la UAI l'onze d'agost del 2017 i fa referència a Shennong, emperador mític de la cultura xinesa que va introduir l'agricultura entre els homes.